# Stadio di Tangeri
Lo Stadio di Tangeri (in arabo: ملعب طنجة), noto anche come  stadio Ibn Battuta (in arabo: ملعب ابن بطوطة ), è uno impianto sportivo multifunzionale della città di Tangeri, in Marocco. Usato principalmente per le partite di calcio, ospita le partite casalinghe dell'IR Tanger e talvolta della nazionale marocchina.

## Storia
I lavori di costruzione dello stadio cominciarono nel gennaio del 2003 e durarono poco più di sette anni e cinque mesi, per un investimento di circa 80 milioni di euro.
L'impianto fu inaugurato il 26 aprile 2011, con due amichevoli: Atlético Madrid B-IR Tanger (1-1) e Atlético Madrid-Raja Casablanca (3-1). Il 27 luglio 2011 ospitò la Supercoppa di Francia, con la sfida tra Olympique Marsiglia e Lilla, vinta per 5-4 dai marsigliesi.
Fu selezionato tra gli stadi che avrebbero ospitato la Coppa d'Africa 2015, ma il Marocco, inizialmente designato come sede dell'evento, si vide sottrarre l'organizzazione del torneo. 
Il 29 luglio 2017 ospitò la Supercoppa di Francia, con la sfida tra Paris Saint-Germain e Monaco, vinta dai parigini per 2-1. 
Fu sede di sette partite del campionato delle nazioni africane 2018, di cui sei della fase a gironi e un quarto di finale. Nello stesso anno ospitò la partita di Supercoppa di Spagna vinta dal Barcellona contro il Siviglia con il risultato di 2-1.
Nel dicembre 2022 fu designato come una delle due sedi della Coppa del mondo per club FIFA 2022, in vista del quale fu rinnovato fino a portarne la capienza da 45 000 a 65 000 posti a sedere. 

## Caratteristiche
Ha una capienza di 65 000 posti a sedere, di cui 266 per la stampa e 306 posti VIP.

### Caratteristiche tecniche

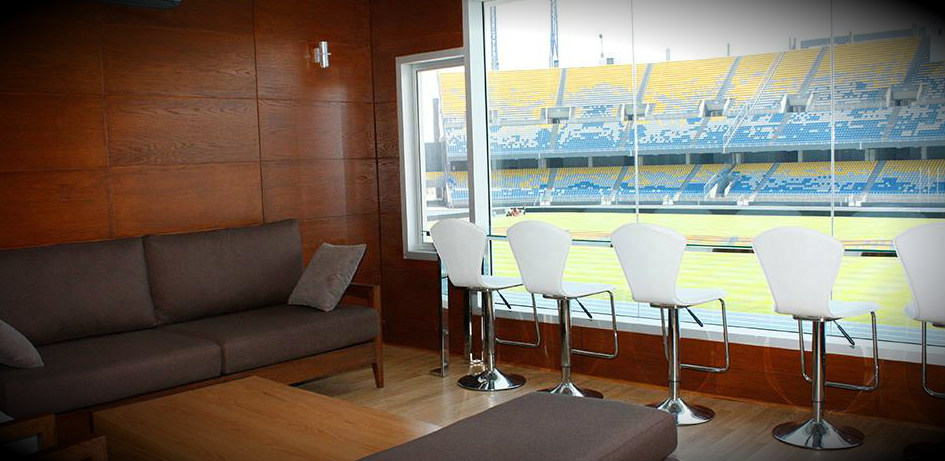
Loge VIP

Caratteristiche tecniche dello stadio di Tangeri
- Tipo di Erba:: Erba naturale
- superficie:  9000 m² (105m x 84 m)
- Numero di corsie::  9
- Tipo di pista:: Tartan Blu
- Spogliatoi: 4 da calcio con sauna, 2 per gli arbitri, 2 per atletica leggera.
- Intensità di illuminazione:: 1800 LUX orizzontale; LUX verticale 2500
- Display Stadio: 117 m² m² con una risoluzione di 2 cm²
- Pannelli led bordo-campo:: 145 m m pannelli LED
- Posti Auto: 2 parcheggi VIP 180 posti, 8 grandi parcheggi 2000 posti, 1 parcheggio sotterraneo per le squadre (Bus)

- sala conferenze: 1 sala conferenza principale 200 posti, dotate di impianti di traduzione simultanea, 2 sale conferenze secondaria ciascuna con una capacità massima di 300 posti, 8 sale per seminari con una capacità tra 20 e 25 posti, 2 sale riunione con una capacità tra 30 e 40 posti
- sorveglianza: 87 telecamere di sorveglianza 60 wickets con il sistema di montaggio e vendite dei biglietti in tempo reale.
- Posti stampa: 1 tribune da 266 posti , dotata di prese di corrente, cavi, monitor, copertura WIFI

- Skybox:  8 loges VVIP con una capacità totale di 96 persone
- Skybox: 10 Loges Vip con una capacità totale di 50 persone
- Sale VIP: 2 Sale VVIP con una capacità di 80 persone ciascuna
- Tribuna d'onore: 1 con una capacità 650 persone
- Ristoranti: 1 Ristorante panoramico 180 posti
- Ristoranti: 1 Ristorante 200 posti
- Bar:   42
- Negozi: 31 da 17 m² ciascuno

## Collegamenti
Lo stadio si trova a dieci chilometri dal centro della città. È servita dall'Aeroporto di Tangeri-Ibn Battuta de Tange, a tre chilometri, e dalla stazione ferroviaria della città, a dieci chilometri. L'accesso alle tribune è consentito da 38 ingressi.

## Eventi

### Giochi di apertura
- Atlético de Madrid B 1-1  IR Tanger, 26 aprile 2011
- Atlético de Madrid 3-1  Raja Casablanca, 26 aprile 2011

### Trophée des champions 2011
- Lilla 4-5  Olympique Marsiglia, 27 luglio 2011

### Campionato delle Nazioni Africane 2014 Qualificazioni
- Marocco 0-0  Tunisia, 13 luglio 2013

### Amichevoli
- Marocco 1-2  Burkina Faso, 14 agosto 2013
- Marocco del 1998 0-1  i leggendari del Real Madrid, 4 ottobre 2013
- Supercoppa di Spagna 2018
- Siviglia 1-2   Barcellona, 12 agosto 2018